# Eli Pemberton
Elijah "Eli" Pemberton (Middletown, Connecticut; 31 de mayo de 1997) es un baloncestista estadounidense que pertenece a la plantilla del MHP Riesen Ludwigsburg de la Basketball Bundesliga alemana. Con 1,96 metros de estatura, juega en la posición de escolta.

## Trayectoria deportiva

### Universidad
Jugó cuatro temporadas con los Pride de la Universidad Hofstra, en las que promedió 15,4 puntos, 4,7 rebotes y 2,1 asistencias por partido. Ocupa el noveno lugar en la historia de Hofstra con 1.982 puntos en su carrera y el cuarto lugar en triples con 215. Fue incluido en el segundo mejor quinteto de la Coastal Athletic Association en dos ocasiones, en 2019 y 2020, así como en el mejor quinteto de rookies en 2017.

### Profesional
Tras no ser elegido en el Draft de la NBA de 2020, firmó un contrato a prueba con los Golden State Warriors el 19 de diciembre, pero fue despedido el mismo día. El 12 de enero de 2021 firmó como jugador afiliado con los Santa Cruz Warriors de la NBA G League, donde jugó diez partidos, promediando 6,4 puntos, 2,8 rebotes y 1,0 asistencias en 17,6 minutos por partido.
Jugó dos temporadas más con los Warriors, y el 27 de abril de 2023 firmó con los Ottawa BlackJacks de la Canadian Elite Basketball League, para quienes jugó solo dos partidos. Fue despedido el 20 de junio.
El 16 de agosto de 2023 firmó con el Reeder Samsunspor de la Basketbol Süper Ligi turca, para quien jugó tres partidos.
El 26 de diciembre de 2023 firmó con el Hapoel Be'er Sheva de la Ligat ha’Al israelí.
El 21 de junio de 2024 firmó con el equipo belga del Hubo Limburg United de la BNXT League.Pormedió 15,2 puntos y 3,8 rebotes por partido, hasta que el 23 de enero dejó el equipo, para firmar con el MHP Riesen Ludwigsburg de la Basketball Bundesliga alemana.